# The Big Time (film)
The Big Time è un film per la televisione del 2002 diretto da Paris Barclay.
È un film drammatico statunitense con Dylan Baker, Molly Ringwald e Christopher Lloyd. Ambientato nel 1948, tratta degli albori della televisione visti attraverso gli occhi di una giovane sceneggiatrice in cerca di successo.

## Produzione
Il film, diretto da Paris Barclay su una sceneggiatura di Carol Flint con il soggetto di Thornton Wilder, fu prodotto da Lewis Abel per la John Wells Productions e la Warner Bros. Television e girato nei Warner Brothers Burbank Studios a Burbank in California.

## Distribuzione
Il film fu trasmesso negli Stati Uniti il 21 ottobre 2002 sulla rete televisiva TNT.
Altre distribuzioni:
- in Italia il 14 luglio 2004
- in Svezia il 15 settembre 2004
- in Australia il 2 aprile 2008 il
- in Italia (The Big Time)

## Promozione
La tagline è: "It was the beginning of television. And they put it all on the line to get it on the air.".